# Панетолікос (стадіон)
Стадіон «Панетолікос» (грец. Γήπεδο Παναιτωλικού) — багатофункціональний стадіон у місті Агрініо, Греція, домашня арена ФК «Панетолікос».
Стадіон побудований та відкритий 1930 року. У середині 1950-х років споруджено східну, а у 1970-х роках — основну трибуни. Протягом наступних років арена поступово занепадала і не зазнавала оновлень та розширень. У 2005 році здійснено капітальну реконструкцію стадіону, у ході якої збудовано дві нові трибуни, основна з яких під дахом, облаштовано виключно сидячі місця, встановлено додаткове освітлення та електронне табло. На арені облаштовано головний офіс «Панетолікоса», кафе та магазини. У результаті розширення 2011 року потужність стадіону збільшено до 6 000 глядачів. Конструкція арени передбачає збільшення потужності до 11 000 глядачів.
Стадіон відповідає вимогам Суперліги та УЄФА.
Рекорд відвідування арени встановлено у 1977 році під час матчу між «Панетолікосом» та «Олімпіакосом». Тоді за матчем спостерігало 11 012 глядачів. 